# Premierzy Papui-Nowej Gwinei

## Lista premierów Papui-Nowej-Gwinei
| Osoba | Osoba                                   | Kadencja          | Kadencja          | Partia polityczna                 |
| #     | Imię i nazwisko                         | Od                | Do                | Partia polityczna                 |
| ----- | --------------------------------------- | ----------------- | ----------------- | --------------------------------- |
| 1     | Michael Somare (1936–2021)              | 16 września 1975  | 11 marca 1980     | Partia Pangu                      |
| 2     | Julius Chan (1939–2025)                 | 11 marca 1980     | 2 sierpnia 1982   | Ludowa Partia Postępowa           |
| (1)   | Michael Somare (1936–2021)              | 2 sierpnia 1982   | 21 listopada 1985 | Partia Pangu                      |
| 3     | Paias Wingti (1951–)                    | 21 listopada 1985 | 4 lipca 1988      | Ludowy Ruch Demokratyczny         |
| 4     | Rabbie Namaliu (1947–2023)              | 4 lipca 1988      | 17 lipca 1992     | Partia Pangu                      |
| (3)   | Paias Wingti (1951–)                    | 17 lipca 1992     | 30 sierpnia 1994  | Ludowy Ruch Demokratyczny         |
| (2)   | Julius Chan (1939–2025)                 | 30 sierpnia 1994  | 27 marca 1997     | Ludowa Partia Postępowa           |
| –     | John Giheno (1950–2017) (tymczasowo)    | 27 marca 1997     | 2 czerwca 1997    | Ludowa Partia Postępowa           |
| (2)   | Julius Chan (1939–2025)                 | 2 czerwca 1997    | 22 lipca 1997     | Ludowa Partia Postępowa           |
| 5     | Bill Skate (1953–2006)                  | 22 lipca 1997     | 14 lipca 1999     | Ludowa Narodowa Partia Kongresowa |
| 6     | Mekere Morauta (1946–2020)              | 14 lipca 1999     | 5 sierpnia 2002   | Ludowy Ruch Demokratyczny         |
| (1)   | Michael Somare (1936–2021)              | 5 sierpnia 2002   | 2 sierpnia 2011   | Sojusz Narodowy                   |
| –     | Sam Abal (1958–) (tymczasowo za Somare) | 13 grudnia 2010   | 17 stycznia 2011  | Sojusz Narodowy                   |
| –     | Sam Abal (1958–) (tymczasowo za Somare) | 4 kwietnia 2011   | 2 sierpnia 2011   | Sojusz Narodowy                   |
| 7     | Peter O’Neill (1965–)                   | 2 sierpnia 2011   | 30 maja 2019      | Ludowy Kongres Narodowy           |
| 8     | James Marape (1971–)                    | 30 maja 2019      | nadal             | Partia Pangu                      |